# Una povera bimba molto ricca
Una povera bimba molto ricca, noto in seguito come Una povera bimba troppo ricca (The Poor Little Rich Girl) è un film muto del 1917 diretto da Maurice Tourneur. Tratta dal lavoro teatrale Poor Little Rich Girl di Eleanor Gates, la sceneggiatura era firmata da Frances Marion.
Secondo quella che allora era una consolidata convenzione teatrale e cinematografica, il ruolo della ragazzina protagonista ("Gwendolyn") è affidato ad un'attrice adulta, Mary Pickford (allora già più che ventenne), mentre agli attori bambini vengono riservate le parti di supporto. Il successo fu tale che nella sua carriera Mary Pickford si specializzerà in simili parti, che furono molto amate dal pubblico dei suoi fans e che la videro protagonista negli anni a venire in una lunga serie di film, da Rebecca of Sunnybrook Farm (1917), Papà Gambalunga (1919), Pollyanna (1920), Little Lord Fauntleroy (1921), Little Annie Rooney (1925), fino a Sparrows (1926).
Nel 1991, il film è stato scelto per la conservazione nel National Film Registry della Biblioteca del Congresso degli Stati Uniti.

## Trama
Gwendolyn è una bambina ricca mai i suoi genitori la trascurano, presi come sono dalle loro attività mondane. Così, chi si dovrebbe occupare di lei sono i domestici ma costoro la trattano male. Una sera, la sua bambinaia, per poter andar fuori, le somministra una dose eccessiva di sonnifero e Gwendolyn cade in una sorta di coma. Nel delirio, vede i genitori, i domestici e i loro pochi amici, tutti come sono realmente. La bambina confida le sue visioni al padre e alla madre che restano al suo capezzale tutta la notte, ad assisterla. I due si rendono conto di essere stati fino a quel momento degli egoisti e di aver vissuto una vita senza amore. Ora si ripromettono di cambiare e, da quel momento in poi, di amare la figlia.

## Produzione
Il film fu prodotto dalla Artcraft Pictures Corporation. Venne girato negli studi della Biograph di Fort Lee, nel New Jersey.

## Distribuzione
Distribuito dalla Artcraft Pictures Corporation, il film uscì nelle sale cinematografiche USA il 5 marzo 1917. In Italia venne distribuito dalla U.C.I. nel 1920.
Copie della pellicola sono conservate all'International Museum of Photography and Film at George Eastman House e al Mary Pickford Institute for Film Education film collection.
Nel 2008, è stato distribuito dalla St. Clair Vision in DVD.

### Date di uscita
IMDb e Silent Era Dvd
- USA, 5 marzo 1917
- Francia (Pauvre petite fille riche), 6 settembre 1918
- Finlandia (Pieni rikas tyttö-parka), 13 febbraio 1922
- USA, 15 aprile 2008, DVD

### Altre versioni
Nel 1936, Shirley Temple interpretò il personaggio che era stato di Mary Pickford in Una povera bimba milionaria (Poor Little Rich Girl) di Irving Cummings, secondo adattamento cinematografico della commedia di Eleanor Gates.
Usando lo stesso titolo, Andy Warhol girò nel 1965 un Poor Little Rich Girl con Edie Sedgwick, povera bimba troppo ricca nella vita reale.